# Samúel Friðjónsson
Samúel Friðjónsson (født 22. februar 1996 i Reykjanesbær, Island), er en islandsk fodboldspiller (højre back/midtbane). Han spiller for Vålerenga i Norge.

## Landshold
Friðjónsson debuterede for Islands landshold 23. marts 2018 i en venskabskamp mod Mexico. Han var en del af den islandske trup til VM 2018 i Rusland.
Inden sin debut på A-landsholdet havde Friðjónsson også repræsenteret sit land på både U/17-, U/19 og U/21-niveau.